# Jürgen Spohn

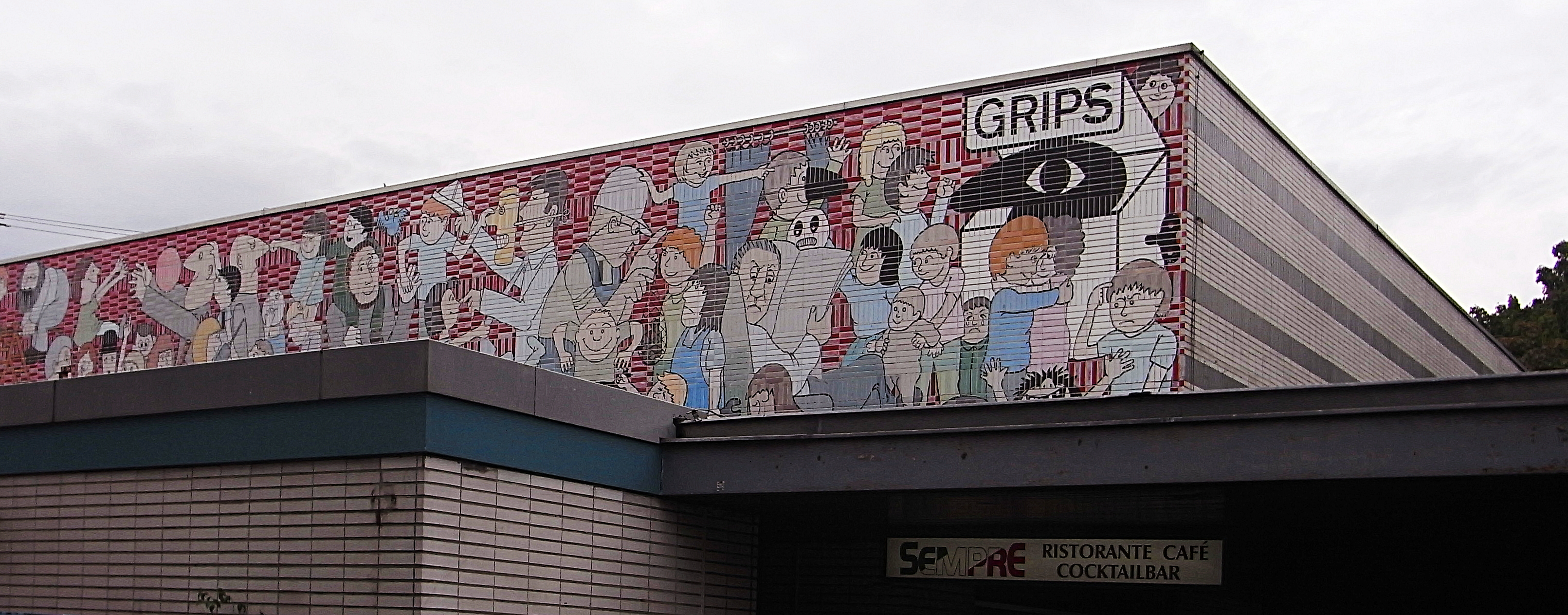
Fassade des Grips-Theaters Berlin, ca. 1974, Mosaik aus bemalten Fliesen. Das Logo des Grips-Theaters – schwarzer Kopf mit Auge in der Kiste – stammt von Jürgen Spohn.

Jürgen Spohn, auch Hans Jürgen Spohn (* 10. Juni 1934 in Leipzig; † 18. Juni 1992 in Berlin) war ein deutscher Grafikdesigner, Illustrator, Fotograf, Plakatkünstler, Kinderbuchautor und Hochschullehrer.

## Leben und Wirken
Jürgen Spohn absolvierte von 1952 bis 1955 eine Ausbildung als Lithograf. Von 1956 bis 1961 studierte er an der Hochschule für bildende Künste Kassel (heute Kunsthochschule Kassel) Grafikdesign, unter anderem bei Hans Leistikow und Hans Hillmann. 1961 zog Spohn nach Berlin und begann seine freiberufliche Tätigkeit als Grafikdesigner und Kinderbuchautor. 1972 wurde Spohn zum Professor an die Hochschule für Bildende Künste Berlin berufen.
Spohns Plakatschaffen ist untrennbar mit der Kasseler Plakatschule verbunden. Seine Plakate enthalten sowohl grafisch abstrakte, illustrative als auch fotografische Motive. Das visuelle Erzählen setzte Spohn ab 1966 in seinen Kinderbüchern um. Der Spielbaum und Eledil und Krokofant erschienen 1966 und 1967, mehr als 20 weitere Bilderbücher sollten folgen.
1981 erhielt er den Deutschen Jugendliteraturpreis mit der Jury-Begründung „Spohn ist ein Moralist wie Erich Kästner ... Der Leser spürt, dass da nicht ein Besserwisser am Werke ist, sondern jemand, der das Lesen und die Umwelt und die Mitmenschen liebt und gerade deshalb auf bestimmten Ansprüchen bestehen muss.“
Spohn gestaltete 1989 eine Briefmarke für die Tschechoslowakische Post. Ab 1983 veröffentlichte er als Autor und Fotograf mehrere Bücher und Kalender in der Reihe Die bibliophilen Taschenbücher im Dortmunder Harenberg Verlag. 1990 stiftete er den Kinderbuchpreis „Der magische Stift“, der von der Internationalen Jugendbibliothek gefördert wird. Spohn betätigte sich auch als Fotograf.

## Zitat
„Spohn ist ein Mann der Meditation, der Didaktik und Ästhetik. Die graphischen Qualitäten seiner Arbeiten erscheinen zwar optisch vordergründig, enthalten aber bei näherer Betrachtung Kritik, Ironie und Brisanz. Diese Wirkungen sind umso nachhaltiger, als Spohn ohne pädagogischen Zeigefinger operiert. Als echter Initiant gibt er dem Betrachter Gelegenheit zum Einlesen in das Thema. Er ist beständig darum bemüht für jede Aufgabe eine unverwechselbare Typologie zu finden, verschlüsselt dabei das weithin abgenutzte Vokabular, modifiziert das Basismodell und gibt damit den Anstoß zu mehr als nur kurzlebiger Beschäftigung mit dem Thema.“

## Werke

### Kinderbücher
- Der Spielbaum. S.Mohn, Gütersloh 1966.
- Eledil und Krokofant. S.Mohn, Gütersloh 1967.
- Das Riesenross. Bertelsmann, Gütersloh 1968; Otto Maier Verlag, Ravensburg 1975, ISBN 3-473-33618-1.
- Der mini-mini-Düsenzwerg. Bertelsmann, München, Wien 1971, ISBN 3-570-07518-4.
- Ein Raubtier, das ein Raubtier sah. Bertelsmann, Gütersloh 1973, ISBN 3-570-07548-6.
- Der Papperlapapp-Apparat. A.Betz, Wien, München 1978, ISBN 3-7641-0138-5.
- Drunter und Drüber. Verse zum Vorsagen Nachsagen Weitersagen. C.Bertelsmann, München 1980, ISBN 3-570-05552-3.
- Ach so. Ganzkurzgeschichten und Wünschelbilder. C.Bertelsmann, München 1982, ISBN 3-570-01398-7; Goldmann TB, München 1987, ISBN 3-442-08831-3.
- mit Ernst Jandl: Falamaleikum. Luchterhand, Darmstadt 1983, ISBN 3-472-68488-7.
- ja ja. Geschichten, Verse & Bilder. A.Betz, Wien, München 1983, ISBN 3-219-10265-4.
- darum. Ganzkurzgeschichten, Verse & farbige Wünschelbilder. Beltz & Gelberg, Weinheim, Basel 1984, ISBN 3-407-80291-9.
- Circus Quatsch. Finken-Verlag, Oberursel/Taunus 1985, ISBN 3-8084-1143-0.
- Das Schnepfen-Köfferchen. Thienemann, Stuttgart 1985, ISBN 3-522-16000-2; Goldmann TB, München 1987, ISBN 3-442-08898-4.
- Schnabeljau. Edition Weitbrecht, Stuttgart 1986, ISBN 3-522-70270-0.
- Drauf & Dran. Ganzkurzgeschichten und Wünschelbilder in Schreibschrift. Carlsen, Reinbek 1988, ISBN 3-551-53194-3.
- Hallo Du Da. Versammelte Ganzkurzgeschichten, Verse & Wünschelbilder. Coppenrath, Münster 1988, ISBN 3-88547-486-7.
- Bärereien. Carlsen, Hamburg 1989, ISBN 3-551-55030-1.
- Flausensausen. Ravensburger (RTB 1692) 1989, ISBN 3-473-51692-9.
- Pardauz & Co. Nagel und Kimche, Zürich 1991, ISBN 3-312-00748-8.

### Fotobücher
- Vom Kochen – Wege und Umwege eines kreativen Dilettanten. Ein Küchentagebuch mit farbigen Aquarellen. Harenberg Verlag, Dortmund 1983 (= Die bibliophilen Taschenbücher. Band 363), ISBN 3-88379-363-9.
- Kommen und Gehen: Treppenhäuser in Berlin. Harenberg Verlag, Dortmund 1983, ISBN 3-88379-395-7.
- Kleider von damals. Harenberg Verlag, Dortmund 1985, ISBN 978-3-883794-6-86.
- Ich, dein Bär. 52 Postkarten für Liebhaber. Harenberg Verlag, Dortmund 1985, ISBN 978-3-883793-4-43.
- London life. Ein Foto-Essay und ausgewählte literarische Texte. Harenberg Verlag, Dortmund 1986, ISBN 978-3-883794-8-08.
- Spiegelungen. Harenberg Verlag, Dortmund 1988, ISBN 978-3-883794-3-89.
- Mitternacht. Bilder zwischen Tag und Traum. Harenberg Verlag, Dortmund 1989, ISBN 978-3-883795-8-05.
- Oh, Manhattan. Bilder vom Menschen. Harenberg Verlag, Dortmund 1989, ISBN 978-3-883794-0-75.
- Provence. L'Iconotheque Editions J.C. Lattes, 1990, ISBN 978-2-709608-7-49.
- La casa mia. Bilder und Gedanken. Aus dem ligurischen Hinterland. Harenberg Verlag, Dortmund 1992, ISBN 978-3-883795-9-42.
- Augenreise durch die Provence. Foto-Essay. Harenberg Verlag, Dortmund 1992, ISBN 978-3-883794-2-80.
- Nocturno Veneziano. Harenberg Verlag, Dortmund 1996, ISBN 978-3-883794-5-01.

## Auszeichnungen
- 1969: „Goldener Apfel“ als erster deutscher Künstler auf der Biennale für Illustrationen in Bratislava.
- 1971: Silbermedaille auf der Internationalen Buchkunstausstellung in Leipzig.
- 1981: Deutscher Jugendliteraturpreis für das beste Kinderbuch Drunter und drüber.
- 1986: Bologna Ragazzi Award als lobende Erwähnung für Das Schnepfen-Köfferchen.